# El Derrumbadero
El Derrumbadero är en ort i Mexiko.   Den ligger i kommunen Zitácuaro och delstaten Michoacán de Ocampo, i den södra delen av landet, 130 km väster om huvudstaden Mexico City. El Derrumbadero ligger 2 114 meter över havet och antalet invånare är 124.
Terrängen runt El Derrumbadero är huvudsakligen kuperad, men österut är den bergig. Runt El Derrumbadero är det tätbefolkat, med 319 invånare per kvadratkilometer. Närmaste större samhälle är Heróica Zitácuaro, 10,1 km söder om El Derrumbadero. Omgivningarna runt El Derrumbadero är en mosaik av jordbruksmark och naturlig växtlighet.